# Monroe County (West Virginia)
Monroe County ist ein County im Bundesstaat West Virginia der Vereinigten Staaten. Der Verwaltungssitz (County Seat) ist Union. Das U.S. Census Bureau hat bei der Volkszählung 2020 eine Einwohnerzahl von 12.376 ermittelt.

## Geographie
Das County liegt im Südosten von West Virginia, grenzt an Virginia und hat eine Fläche von 1227 Quadratkilometern, wovon ein Quadratkilometer Wasserfläche ist. Es grenzt im Uhrzeigersinn an folgende Countys: Greenbrier County, Alleghany County (Virginia), Craig County (Virginia), Giles County (Virginia), Mercer County und Summers County.

## Geschichte
Monroe County wurde am 14. Januar 1799 aus Teilen des Greenbrier County gebildet. Benannt wurde es nach James Monroe, dem fünften Präsidenten der Vereinigten Staaten.

## Demografische Daten

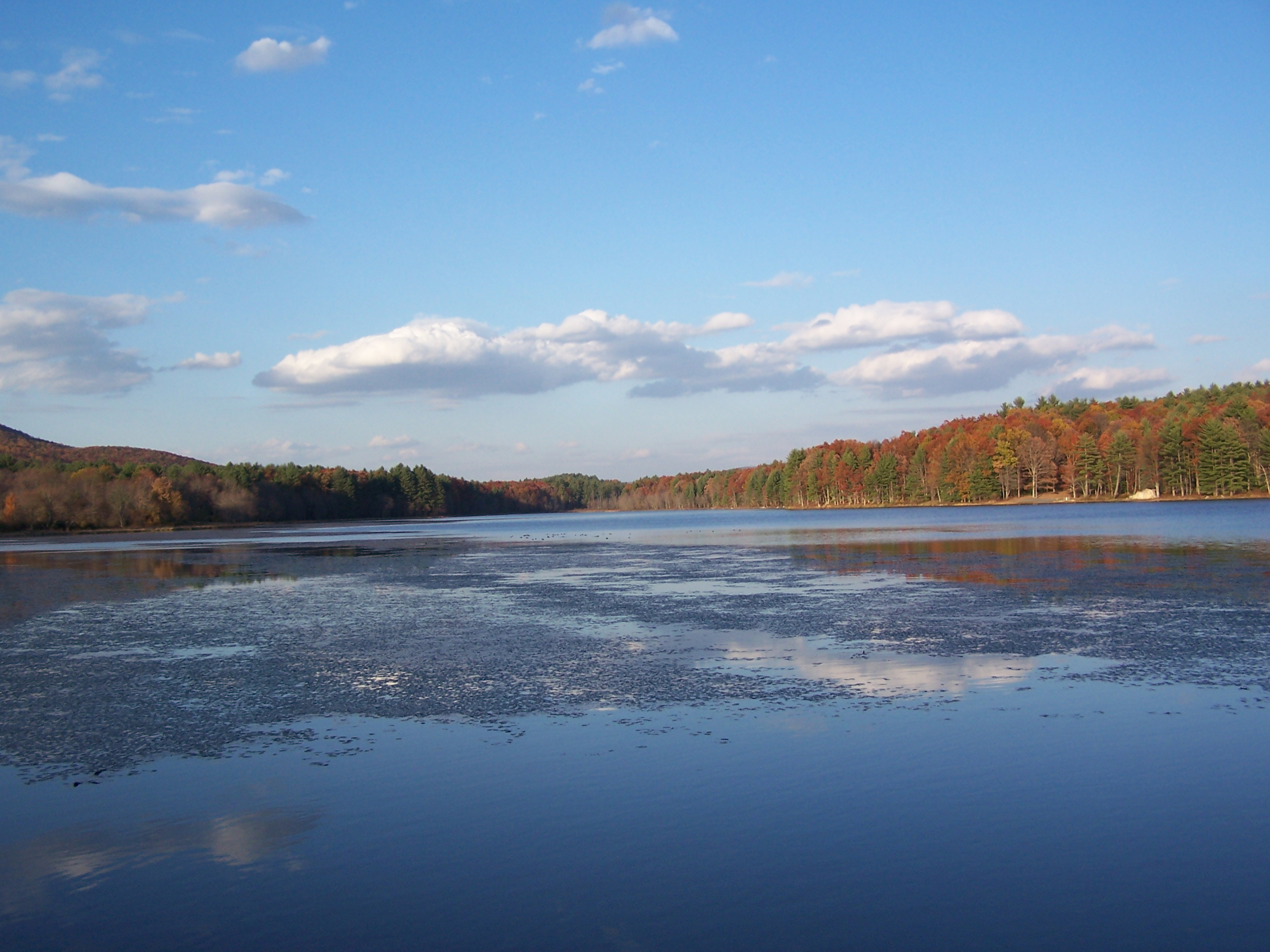
Moncove Lake State Park

Alterspyramide des Monroe County

Nach der Volkszählung im Jahr 2000 lebten im Monroe County 14.583 Menschen in 5.447 Haushalten und 3.883 Familien. Die Bevölkerungsdichte betrug 12 Einwohner pro Quadratkilometer. Ethnisch betrachtet setzte sich die Bevölkerung zusammen aus 92,67 Prozent Weißen, 5,98 Prozent Afroamerikanern, 0,23 Prozent amerikanischen Ureinwohnern, 0,16 Prozent Asiaten, 0,01 Prozent Bewohnern aus dem pazifischen Inselraum und 0,03 Prozent aus anderen ethnischen Gruppen; 0,92 Prozent stammten von zwei oder mehr Ethnien ab. 0,49 Prozent der Bevölkerung waren spanischer oder lateinamerikanischer Abstammung.
Von den 5.447 Haushalten hatten 29,0 Prozent Kinder und Jugendliche unter 18 Jahre, die bei ihnen lebten. 59,8 Prozent waren verheiratete, zusammenlebende Paare, 7,9 Prozent waren allein erziehende Mütter, 28,7 Prozent waren keine Familien, 25,8 Prozent waren Singlehaushalte und in 13,1 Prozent lebten Menschen im Alter von 65 Jahren oder darüber. Die Durchschnittshaushaltsgröße betrug 2,41 und die durchschnittliche Familiengröße lag bei 2,88 Personen.
Auf das gesamte County bezogen setzte sich die Bevölkerung zusammen aus 20,1 Prozent Einwohnern unter 18 Jahren, 8,1 Prozent zwischen 18 und 24 Jahren, 30,3 Prozent zwischen 25 und 44 Jahren, 26,1 Prozent zwischen 45 und 64 Jahren und 15,4 Prozent waren 65 Jahre alt oder darüber. Das Durchschnittsalter betrug 40 Jahre. Auf 100 weibliche Personen kamen 79,7 männliche Personen. Auf 100 Frauen im Alter von 18 Jahren oder darüber kamen statistisch 73,8 Männer.
Das jährliche Durchschnittseinkommen eines Haushalts betrug 27.575 USD, das Durchschnittseinkommen der Familien betrug 35.299 USD. Männer hatten ein Durchschnittseinkommen von 25.643 USD, Frauen 22.104 USD. Das Prokopfeinkommen betrug 17.435 USD. 12,6 Prozent der Familien und 16,2 Prozent der Bevölkerung lebten unterhalb der Armutsgrenze. Davon waren 21,3 Prozent Kinder oder Jugendliche unter 18 Jahre und 12,3 Prozent waren Menschen über 65 Jahre.